# 昆明医科大学
昆明医科大学（こんめいいかだいがく、英語: Kunming Medical University）は、昆明市呈貢区に本部を置く中華人民共和国の国立大学。1933年創立、2012年大学設置。

## 概要
1933年に設立。2012年に中華人民共和国教育部から昆明医科大学への名称変更の承認を受けた。メインキャンパスの呈貢校区と人民西路校区、平政校区を併せた３つのキャンパスで構成されている。また、中国紅十字会財団トレーニングセンター（中文:中国紅十字会基金会培训基地）が置かれている。

## 沿革

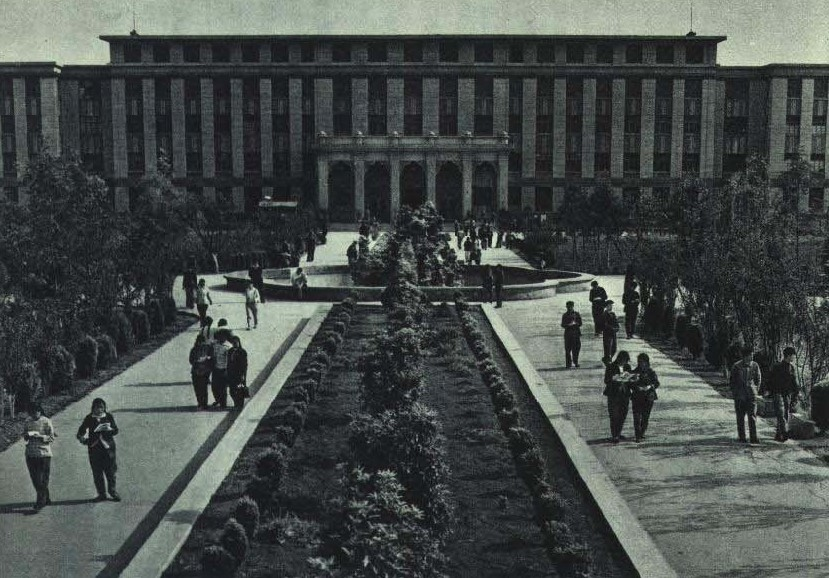
1963年 昆明医学院時代のキャンパスの様子

- 1933年 前身の雲南省東陸大学医学専修科が設立。
- 1934年 省立雲南大学医学院に改称。
- 1937年 国立雲南大学医学院に改称。
- 1938年 箇旧市人民医院（現・昆明医科大学第五附属医院）が開院。
- 1938年6月 雲南恵滇医院曲靖分院（現・昆明医科大学付属曲靖医院）が開院。
- 1941年 国立雲南大学医学院附属医院が開院。
- 1950年 雲南大学医学院に改称。
- 1952年10月 昆明市工人医院（現・昆明医科大学第二附属医院）が開院。
- 1955年 雲南省精神病医院が開院。
- 1956年 昆明医学院に改称。
- 1979年 昆明医学院口腔医学院が開設。
- 1981年 昆明鉄路局結核病防治所（現・昆明医科大学附属伝染病医院）が開院。
- 2006年 昆明医学院付属口腔医院が開院。
- 2010年 雲南南医学高等専科学校を編入。
- 2012年 昆明医科大学に改称。
- 2013年 昆明医科大学附属心血管病医院が開院。

## 学部
- 臨床医学学科
- 公共衛生与予防医学
- 基礎医学学科
- 看護学学科
- 生物学学科
- 薬学学科
- 眼科学学科
- 口腔臨床医学学科
- 腫瘍学学科
- リハビリ医学と理学療法学
- 皮膚病と性病学
- 内科学
- 社会医学と衛生事業管理学科
- 病理と病理生理学学科
- 病原生物学学科
- 法医学学科

## 付属病院
- 昆明医科大学第一附属医院（昆明医科大学第一臨床医学院）
- 昆明医科大学第二附属医院（雲南省肝胆胰疾外科医院、雲南省泌尿専科医院）
- 昆明医科大学第三附属医院（雲南腫瘍医院、雲南癌症センター）
- 昆明医科大学附属口腔医院（雲南省口腔医院、昆明医科大学口腔医学院）
- 昆明医科大学第四附属医院（雲南省第二人民医院）
- 昆明医科大学第五附属医院（箇旧市人民医院、紅河州滇南中心医院）
- 昆明医科大学第六附属医院（雲南省玉渓市人民医院）
- 昆明医科大学附属延安医院（昆明市延安医院、雲南心血管病医院）
- 昆明医科大学附属甘美医院（昆明市第一人民医院）
- 昆明医科大学附属児童医院（昆明市児童医院）
- 昆明医科大学附属曲靖医院（雲南省曲靖市第一人民医院）
- 昆明医科大学附属昭通医院（昭通市第一人民医院）
- 昆明医科大学附属徳宏医院（徳宏州人民医院）
- 昆明医科大学附属精神衛生センター（雲南省精神病医院、雲南省精神衛生センター）
- 昆明医科大学附属伝染病医院（雲南省伝染病専科医院）
- 昆明医科大学附属心血管病医院（雲南省阜外心血管病医院）

## 対外関係

### 日本における協定校
- 東邦大学
- 大阪歯科大学
- 宮崎大学

部局間学術交流協定
- 口腔臨床医学学科と新潟大学歯学部